# Jana of the Jungle
Jana das selvas ou Jana, Rainha das selvas (Jana of the Jungle (em inglês) é um desenho com produção Hanna-Barbera. Estreou em 1978 e teve 13 episódios. Era transmitido junto com Godzilla.

## História
A série é uma versão feminina de Tarzan (Garota das selvas), que conta a história de Jana, que vive nas florestas tropicais da América do Sul, em busca de seu pai, que desapareceu em um acidente de barco quando ela ainda era uma criança. Ela tem um longo cabelo loiro, veste uma roupa feita de alguma pele animal e usa um colar que era utilizado como arma por seu pai.
Além dos amigos animais, tem também amigos humanos: Dr. Ben Cooper e Montaro, um descendente de uma tribo guerreira perdida que anda armado com uma arma sobrenatural, um poderoso dardo, que causa ondas de terremoto quando atinge o chão. Montaro resgatou Jana do acidente em que seus pais desapareceram.

## Episódios
nomes originais (em inglês)
1. Countdown
2. The Golden Idol of the Gorgar
3. Katuchi Danger
4. Race for Life
5. The Cordillera Volcano
6. The Animal Snatchers
7. The Renegade
8. Rogue Elephant
9. The Prisoner
10. The Invaders
11. Dangerous Cargo
12. The Sting of the Tarantula
13. Suspicion

## Dubladores

### Nos Estados Unidos
- Jana: B.J. Ward
- o chefe indígena Montaro: Ted Cassidy
- Dr. Ben Cooper: Michael Bell

### No Brasil
- Jana: Ilka Pinheiro
- o chefe indígena Montaro: Guálter França
- Dr. Ben Cooper: Celso Vasconcelos

## Impacto na cultura pop

### Quadrinhos
No Brasil, teve histórias desenhadas por Eduardo Vetillo e publicada pela Rio Gráfica Editora.

### Jungle Girl

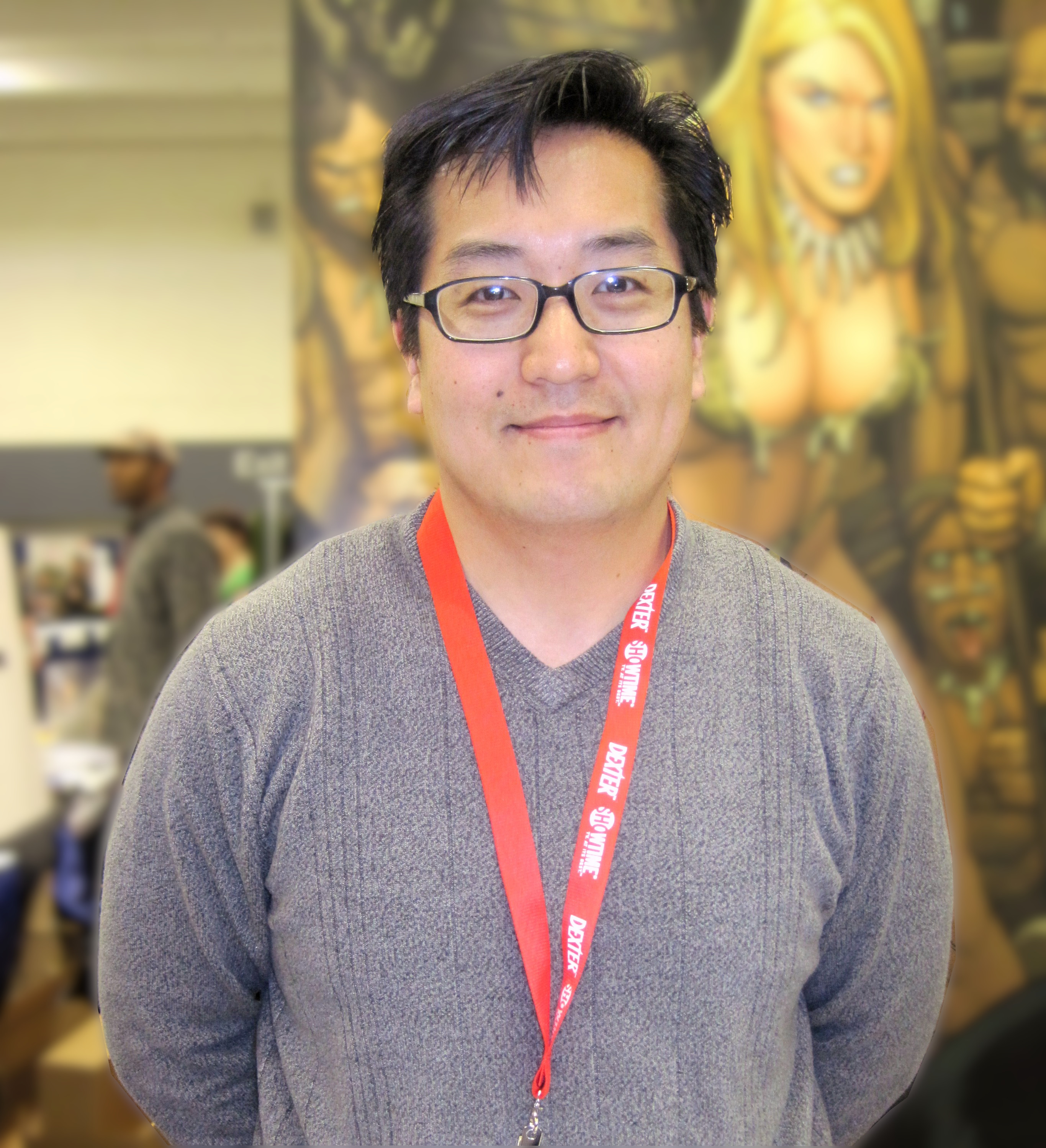
Frank Cho e um painel da Jungle Girl na WonderCon 2010

A Dynamite Entertainment lançou recentemente uma série de quadrinhos, com arte de Frank Cho e roteiro de Doug Murray, chamada "Jungle Girl", sobre uma personagem loira chamada
Jana. Ela é uma heróina, como Tarzan, que vive em algum tipo  de "Mundo Perdido", uma selva habitada por criaturas estranhas incluindo os dinossauros e homens das cavernas.
Antes de trabalhar em Jungle Girl, Cho já havia desenhado outra garota das selvas, Shanna da Marvel Comics.